# Jean Weijts
Jean Weijts (* 10. April 1960 in Schoten; † 1. August 2011 in Hechtel) war ein belgischer Leichtathlet und Spezialist für die Langstrecken.

## Karriere
Als Einzelsportler gehört zu seinen herausragenden Ergebnissen der fünfmalige Gewinn des  Silvesterlaufs von Werl nach Soest zwischen den Jahren 1984 und 1991. Damit gehört er zusammen mit dem Deutschen Ansgar Varnhagen zu den „Königen“ dieses Laufes. 
Seine Siegerzeit aus dem Jahr 1986 mit 43:33 Minuten ist bisher unerreicht.
Jean Weijts lebte von 1979 bis 1992 in Soest und begann seine Karriere beim Laufverein Marathon Soest, wo er noch heute fünf Vereinsrekorde hält.